# Гайковка
Гайко́вка (бел. Гайкоўка) — деревня в Кобринском районе Брестской области Беларуси. Входит в состав Хидринского сельсовета.
По данным на 1 января 2016 года население составило 219 человек в 95 домохозяйствах.
В деревне расположен магазин.

## География
Деревня расположена на западном берегу реки Тростяница, в 14 км к юго-западу от города и станции Кобрин, в 50 км к востоку от Бреста, на автодороге М12 Кобрин-Мокраны (Брестская область).

## История
Населённый пункт известен с 1540 года как земля, переданная королевскому конюшему Гайце. В разное время население составляло:
- 1999 год: 92 хозяйства, 255 человек;
- 2009 год: 212 человек;
- 2016 год[2]: 95 хозяйств, 219 человек;
- 2019 год[1]: 184 человека.

## Достопримечательность
- Гайковка — археологический памятник, стоянка гренской культуры возле деревни Гайковка, на берегу озера, в бассейне реки Беседь, на склоне урочища Печенеж.[4][5][6]